# ایلود
ایلود یکی از روستاهای منطقه گوده دهستان دهتل، بخش مرکزی شهرستان بستک در غرب استان هرمزگان در جنوب ایران واقع شده‌است.
ایلود در ۹ کیلومتری شرق روستای چاه بنارد واقع است.

## محدوده ایلود
از شمال مورد، از جنوب چاه دزدان، از مغرب چاه بنارد، و از سمت مشرق به برکه لاری محدود می‌گردد.

## جمعیت
جمعیت این روستا بر اساس سرشماری سال ۱۳۹۵ جمعیت آن ۱۵۵۴ نفر (۴۱۳ خانوار)
بوده‌است. که از اهل سنت و از شاخه شافعی هستند یعنی از پیروان امام محمد ادریس شافعی می‌باشند دارای دبستان، لوله‌کشی آب، آب‌انبار برکه، مسجد و برق است.
چشمه ای تقریباً بزرگ در ایلو جاری است که ۱۰۰۰ من (۴۰۰۰ کیلو) زراعت را آبیاری می‌کند.
دارای باغات ومزارع متعددی است.
۱۰۰۰۰ اصله نخل آبی دارد.
از سمت شمال غربی روستا مخدان ایلود قرار دارد.
۱۷ هزار اصله نخل دیم دارد و ۵۰۰۰ من (۲۰۰۰۰ کیلوگرم) زمین دیم دارد. چند دستگاه پمپ آب وجود دارد که باغات و صیفی جات را آبیاری می‌نماید.
در جنوب شرقی روستا چشمه کوچکی به نام داربست با ۵۰۰ اصله و در جنوب غربی چشمه دیگری به نام دُمب دُمبی با ۵۰۰ اصله نخل و نیز چشمه بنک زار با ۵۰۰ اصله نخل و در مغرب نخلستان کوچکی است به نام موراک معروف است، با حدود ۲۰۰ اصله نخل وجود دارد.
خرمای خواصوئی و خنیزی باغات ایلود در نوع خود در محل بی‌نظیر است.
در روستای ایلود تمام منتوجات نخیل ساخته می‌شود از مشب رنگی و باد بزن و حصیر وپدی خرما تمام این‌ها از پش نخل می‌سازند.

## آثار باستانی و تاریخی ایلود
- قلعه ایلود
- آرامگاه زاهد محمد
- آرامگاه شیخ محمد بلندپرواز

## شیخ محمد لاوری و روستای ایلود
شیخ محمد لاوری مشهور به شمد لاوری در این روستا کشته شده‌است.
در تابستان سال ۱۳۲۴ خورشیدی جوانی ۲۹ ساله به نام «شمد لاوری» توسط سرهنگ پالار در این روستا در نیمه شب به قتل می‌رسد.
شمد لاوری یا شیخ محمد لاوری از نوادگان (شیخ حسن مدنی) بودند، علامه شیخ حسن بن سید محمد بن سید عبدالحمید الشناوی المدنی یکی از علماء ناحیه جنوب بودند.

## فهرست منابع و مآخذ
- محمدیان، کوخردی، محمد.  «شهرستان بستک و بخش کوخرد»  ج۱. چاپ اول، دبی: سال انتشار ۲۰۰۵ میلادی.
- عباسی، قلی، مصطفی،  «بستک وجهانگیریه» ، چاپ اول، تهران: ناشر: شرکت انتشارات جهان معاصر، سال ۱۳۷۲ خورشیدی.
- سلامی، بستکی، احمد.  (بستک در گذرگاه تاریخ)  ج۲ چاپ اول، ۱۳۷۲ خورشیدی.
- بالود، محمد.  (فرهنگ عامه در منطقه بستک)  ناشر همسایه، چاپ زیتون، انتشار سال ۱۳۸۴ خورشیدی.
- بنی عباسیان، بستکی، محمد اعظم،  «تاریخ جهانگیریه»  چاپ تهران، سال ۱۳۳۹ خورشیدی.
- الکوخردی، محمد، بن یوسف، (کُوخِرد حَاضِرَة اِسلامِیةَ عَلی ضِفافِ نَهر مِهران Kookherd, an Islamic District on the bank of Mehran River) الطبعة الثالثة، دبی: سنة ۱۹۹۷ للمیلاد.
- بختیاری، سعید،  «اتواطلس ایران» ، “ مؤسسه جغرافیایی وکارتگرافی گیتاشناسی، بهار ۱۳۸۴ خورشیدی.
- نگاره‌ها از: محمد محمدیان.
- محمد، صدیق «تارخ فارس» صفحه‌های (۵۰ ـ ۵۱ ـ ۵۲ ـ ۵۳)، چاپ سال ۱۹۹۳ میلادی.
- محمدیان، کوخری، محمد، “ (به یاد کوخرد) “، ج۱. ج۲. چاپ اول، دبی: سال انتشار ۲۰۰۳ میلادی.
- محمدیان، کوخردی، محمد، (مشایخ مدنی)، چاپ دوم، دبی: سال انتشار ۲۰۰۲ میلادی.
- اطلس گیتاشناسی استان‌های ایران [Atlas Gitashenasi Ostanhai Iran] (Gitashenasi Province Atlas of Iran)